# Tomas O'Suilleabhain
Tomas O'Suilleabhain (født 1973 i Dublin) er en irsk skuespiller. Han vises jævnligt på irsk tv og i film-roller. O'Suilleabhain bidrager regelmæssigt til irsk kunst. Han er muligvis bedst kendt for sin rolle i filmen Intermission fra 2003.

## Udvalgt filmografi

### Film
- Studs (2006)
- Adam and Paul (2004)
- The Fixer (2004)
- Intermission (2003)
- On the Edge (2001)
- Underworld (1999)

### Fjernsyn
- Rásaí na Gaillimhe (TV Series) (2009)
- The Clinic (TV series) (2008)
- Bill (2008)
- The Running Mate (2007)
- Showbands (Drama Series) (2006)
- Fergus's Wedding (2002)
- Paths to Freedom (2003)

### Musik
- Showbands – Original Soundtrack (2006)